# Eggerode

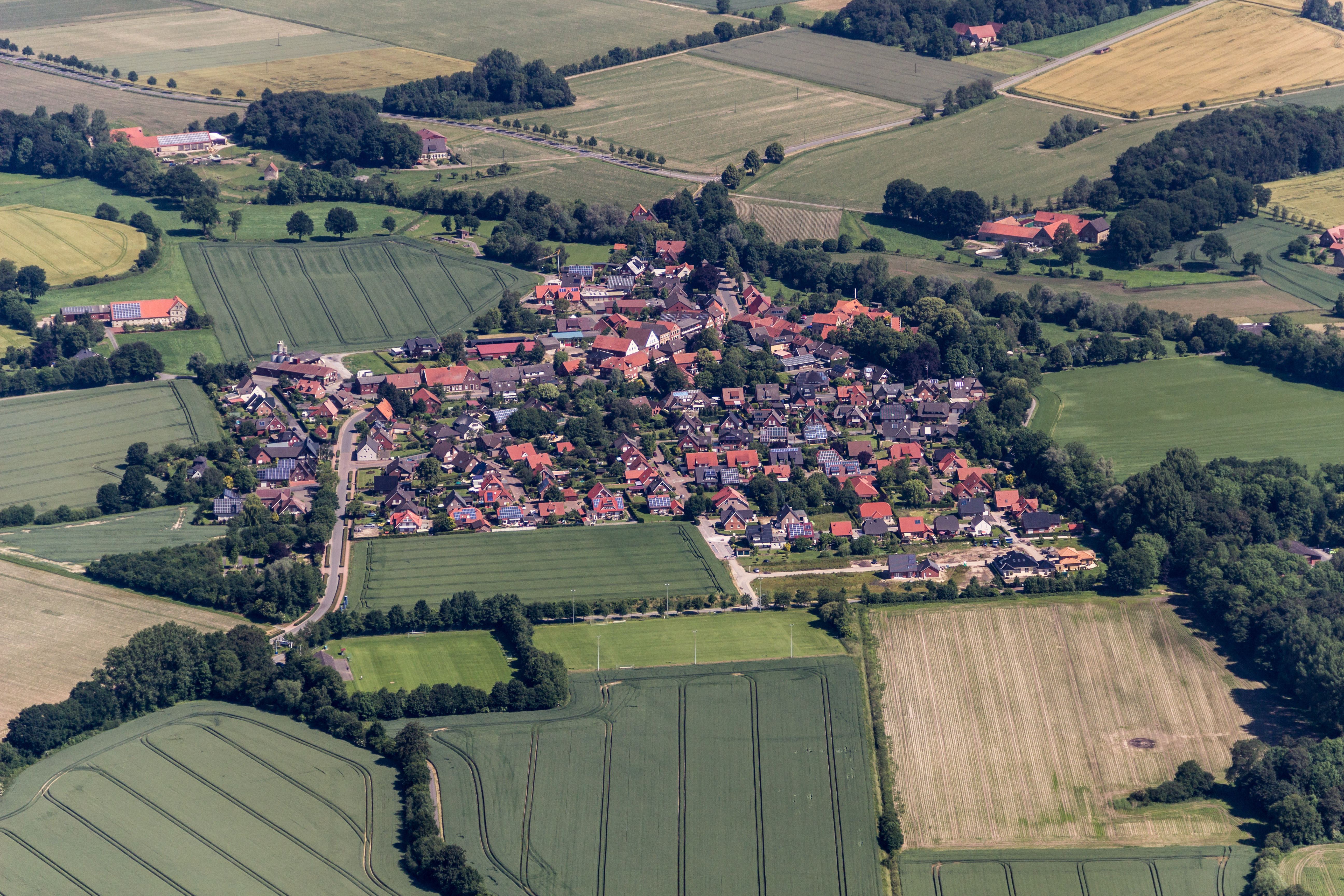
Eggerode

Das Dorf Eggerode ist ein Ortsteil der Gemeinde Schöppingen im Kreis Borken und hat ungefähr 800 Einwohner.
In der Nähe Eggerodes entsteht der Fluss Vechte. Er entsteht (nicht entspringt!) laut einem Gerichtsentscheid durch den Zusammenfluss von Rockeler Bach und Burloer Bach. Die Vechte fließt durch mehrere Orte in Deutschland und mündet in den Niederlanden in das Zwarte Water.
Umgeben wird Eggerode von den Bauerschaften Heven, Tinge und Kirchspiel Eggerode.

## Geschichte
Der erstmals 1151 erwähnte Ort ist ein bedeutendes Marienheiligtum im Münsterland. Das mittelalterliche Gnadenbild der Mutter Gottes, das in der Wallfahrtskapelle bei der Pfarrkirche St. Mariä Geburt gezeigt wird, zieht jährlich etwa 60.000 Wallfahrer an. Die Figur im byzantinischen Stil wurde wahrscheinlich vor 1230 von aus der Gegend stammenden Kreuzfahrern aus Konstantinopel mitgebracht und stammt offenbar aus dem 12. Jahrhundert. Seit ca. 1300 ist die Wallfahrt nach Eggerode bezeugt, 1338 ist sie durch einen päpstlichen Ablass erstmals urkundlich belegt. In dieser Zeit gehörte Eggerode zeitweilig zu den bekanntesten Marienwallfahrtsorten in Deutschland.
Zur Entwicklung des Postwesens in Schöppingen, Heven und Eggerode siehe: Postgeschichte von Steinfurt
Am 1. Juli 1969 wurde Eggerode nach Schöppingen eingemeindet.